# Justin Tilbrook
Justin Tilbrook (...) è un astronomo amatoriale australiano.
Justin Tilbrook è un astrofilo australiano che risiede a Clare (Australia Meridionale)  e osserva dall'osservatorio D86 Penwortham . Si occupa in particolare di stelle variabili, le sue osservazioni su di esse sono registrate dall'AAVSO sotto la sigla TJN  e dal 1997 anche di comete , in tale campo sono da registrare la scoperta di due comete, la C/1997 O1 Tilbrook e la C/1999 A1 Tilbrook.

## Riconoscimenti
- Nel 1999 ha ricevuto l'Edgar Wilson Award[5].

- Nel 2001 gli è stato assegnato il Bill Bradfield Astronomy Award[6].